# Vetiator
Vetiator – wymarły rodzaj pająków z infrarzędu Araneomorphae i rodziny Vetiatoridae. Obejmuje tylko jeden opisany gatunek, V. gracilipes. Żył w kredzie na terenie współczesnej Mjanmy.

## Taksonomia
Rodzaj i gatunek typowy opisane zostały w 2015 roku przez Jörga Wunderlicha na łamach „Beiträge zur Araneologie” na podstawie datowanej na cenoman inkluzji w bursztynie birmańskim. Nazwa rodzajowa to połączenie łacińskiego vetus oznaczającego „pradawny” i nazwy Spatiator, zaś epitet gatunkowy gracilipes oznacza po łacinie „smukłonogi”.
Takson ten początkowo umieszczony został w monotypowej podrodzinie Vetiatorinae w obrębie rodziny Spatiatoridae. W 2017 roku Wunderlich wyniósł je do rangi osobnej rodziny Vetiatoridae oraz opisał w ich obrębie nowy rodzaj Pekkachilus. Ponadto do rodzaju Vetiator zaliczył jeszcze dwie, nieprzypisane do gatunku inkluzje w burmicie.

## Morfologia
Pająk o ciele długości od 1,8 do 2,1 mm przy prosomie długości od 0,8 do 1,05 mm i szerokości od 0,6 do 0,7 mm. Ubarwienie prosomy i odnóży było ciemnobrązowe. Oskórek prosomy był miękki, bardzo delikatnie pobrużdżony, nagi. Niski, około 1,3 raza dłuższy niż szeroki karapaks zwężał się gwałtownie ku przodowi i zaopatrzony był w długą jamkę. Ośmioro oczu rozmieszczonych było na wąskim polu. Oczy par przednio-środkowej były największe. Oczy pary tylno-środkowej leżały bardziej z tyłu niż pary tylno-bocznej. Nadustek był wysoki. Szczękoczułki miały kilka kikutowatych ząbków na krawędziach bruzd. Strydulacji służyły struktury na bokach szczękoczułków i prolateralne ząbki w nasadowej połowie ud nogogłaszczków. Warga dolna była szeroka, a szczęki silnie ku przodowi zbieżne. Długie i smukłe odnóża pozbawione były szczecinek, natomiast porastały je włoski. Stopy wieńczyły smukłe pazurki parzyste i dobrze wykształcony pazurek nieparzysty. Około 1,7 raza dłuższa niż szeroka, szarobrązowo zabarwiona opistosoma (odwłok) miała miękki, porośnięty włoskami oskórek i przeciętnych rozmiarów wzgórek analny. Nogogłaszczki samca cechowały się długim cymbium, długim bulbusem i wyraźnie zakrzywionym, przeciętnej długości embolusem.